# Lago di Nangbéto
Il lago di Nangbéto è un lago artificiale in Togo. È stato formato con la costruzione della diga di Nangbéto nel 1987 ed è lungo il fiume Mono a circa metà del suo corso, nella Regione Centrale a circa 90 km in linea d'aria dalla capitale Lomé.